# Itchy et Scratchy, le film
Itchy et Scratchy, le film (Itchy and Scratchy: The Movie) est le 6e épisode de la saison 4 de la série télévisée d'animation Les Simpson.

## Synopsis
Exaspérés par les nombreuses bêtises de Bart, Homer et Marge décident de suivre les conseils de l'institutrice et d'être plus sévères envers lui. Au même moment sort Itchy et Scratchy : le film au cinéma. Ayant commis la bêtise de trop, Bart est interdit par Homer d'aller voir le film. Désespéré, Bart ne verra le film que quarante ans plus tard (du moins c'est ce que la fin de l'épisode montre).